# Římskokatolická církev ve Švédsku

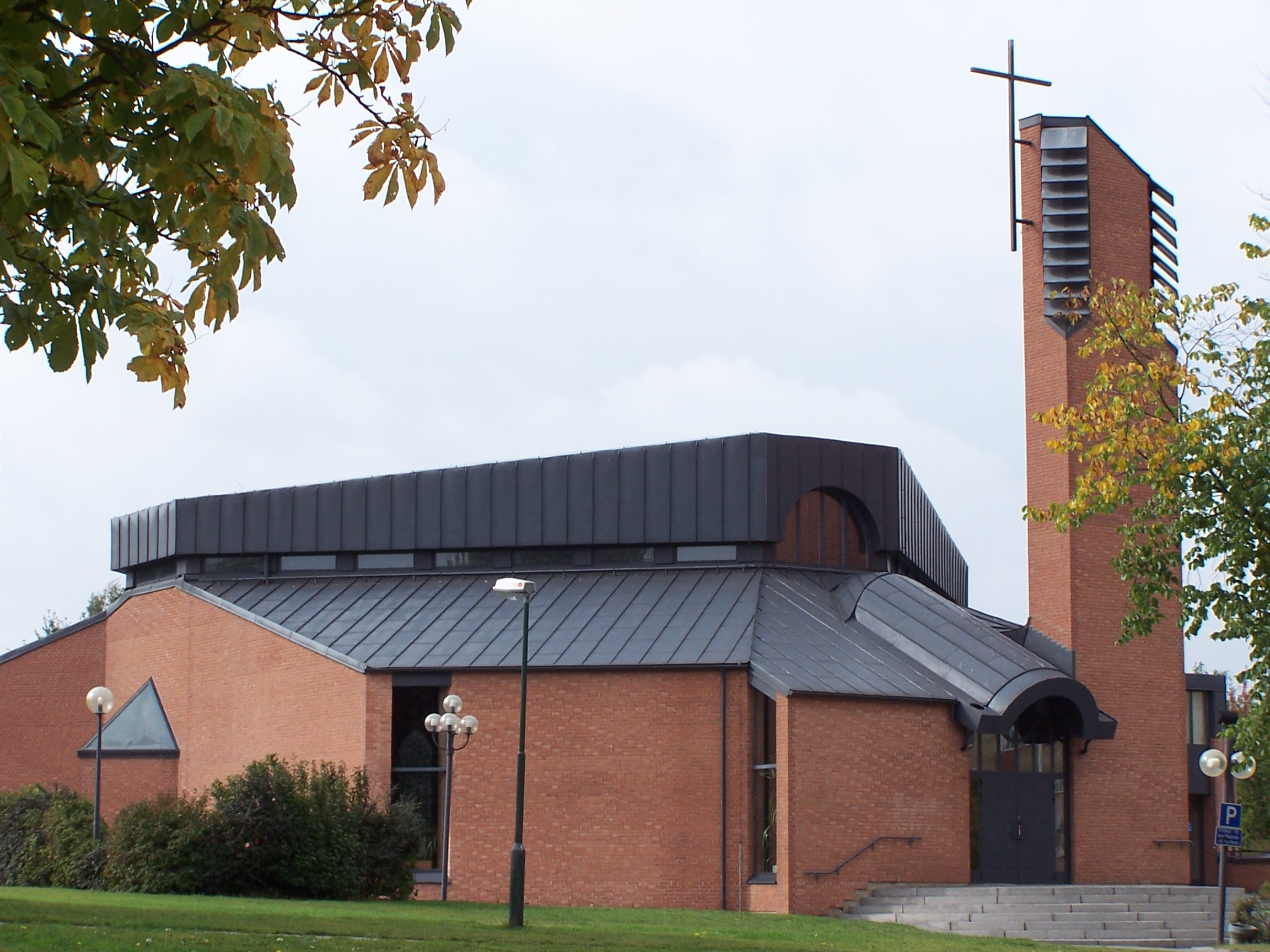
římskokatolický kostel Sankta Maria i Rosengård v Malmö

Římskokatolická církev není ve Švédsku příliš rozšířena, čítá asi 95 000 katolíků (cca 1,05 % obyvatel). Většinu z nich tvoří přistěhovalci a Švédové s přistěhovaleckými kořeny (zejména pak Poláci a Chorvati, kteří mají ve velkých městech bohoslužby ve vlastním jazyce). I kněží jsou většinou cizinci - přibližně třetina všech katolických kněží ve Švédsku jsou Poláci. Území státu pokrývá stockholmská diecéze. Švédští biskupové jsou členy Skandinávské biskupské konference.

## Historie
Katolická misie ve Švédsku byla oficiálně založena arcibiskupem Ansgarem v Birka roku 829. Prvním křesťanským králem se stal Olof Skötkonung. Ve středověku církev ovlivňovala veřejný život, podílela se na švédské kultuře, vědě a filozofii. Byly zakládány školy, univerzita v Uppsale, nemocnice, kláštery a jiné církevní instituce. Mnozí církevní představitelé se významně projevovali i mimo náboženskou sféru. Švédská reformace začala v 16. století, když roku 1527 král Gustav Vasa  zrušil plné společenství s papežským Římem a vyhlásil samostatnost švédské církve. Budoucí král Karel IX. Švédský ovlivnil průběh uppsalské synody v roce 1593 a švédská církev byla definitivně prohlášena za Luterskou státní církev. Vláda rozběhla protikatolický program, který zahrnoval deportace a tresty smrti po švédské katolíky v letech 1599 až 1781. Limitované návštěvy jednotlivých katolíků ze zahraničí byly dekriminalizovány tolerančním zákonem z roku 1781, vydaným Gustavem III. Švédským. Konverze švédských občanů ke katolicismu přestala být trestným činem v roce 1860 a roku 1951 bylo švédským občanům povoleno vystoupit z luterské státní církve. V roce 1977 bylo zrušeno poslední omezení katolických klášterů v zemi.

## Současnost
Od roku 1953 je římskokatolická církev ve Švédsku reprezentována stockholmskou diecézí, jejíž území pokrývá celou zemi.

## Švédští svatí a blahoslavení
- Erik IX. Svatý
- Brigita Švédská
- Kateřina Švédská
- Alžběta Hesselbladová